# リスボン水族館
リスボン水族館（葡: Oceanário de Lisboa）は、ポルトガル・リスボンのパルケ・ダス・ナソンイス地区にある水族館。

## 概要
1998年開催のリスボン万博の会場として建設。同水族館は欧州最大規模、世界4位の巨大水槽がある。年間来場者数は100万を超える。大阪海遊館を設計したPeter Chermayeffの設計による建築物。

## 交通機関
- ポルトガル鉄道／リスボン地下鉄 オリエンテ駅 から約1.0km